# لبتون (فيزياء)
لبتون (بالإنجليزية: lepton)‏ هو جسيم أولي ومكون أساسي للمادة. وأشهر اللبتونات المعروفة هو الالكترون والذي يحكم عمليات الكيمياء كلها لأنه موجود في أغلفة الذرات وترتبط به الخصائص الكيميائية كلها. وتوجد فئتين أساسيتين للبتونات: المشحونة منها (وتعرف أيضا بلبتونات شبيه-الإلكترون)، ومحايدة (المشهورة باسم نيترينو). ويمكن للبتونات المشحونة أن تندمج مع جسيمات أخرى لتكوين جسيمات مركبة مثل الذرات وذرة الميونيوم الغريبة وبوزيترونيوم، بينما النيترينو فهو ضعيف التفاعل مع المادة فهو نادرا الرصد.
هناك ست أنواع من اللبتونات وتعرف باسم النكهات وتكون ثلاثة أجيال. أول جيل منها هو اللبتونات الإلكترونية وتشمل الإلكترونات (
e−
) والكترون نيترينو (
ν
e); والجيل الثاني هو اللبتونات الميونية وتشمل الميوون (
μ−
) وميوون نيترينو (
ν
μ); أما الجيل الثالث فيسمى اللبتونات التاوونية وتشمل تاوون (
τ−
) وتاو نيترينو (
ν
τ). كتلة الإلكترونات هي أقل كتلة في اللبتونات المشحونة. أما الأثقل فهي الميونات (وتسمى أحيانا ميو ميزون وكتلتها تصل 200 كتلة إلكترون). ويسمى التاوون أحيانا «تاو ميزون» وهو أثقل من الإلكترون نحو 300 مرة. وينتقل التاوون بسرعة إلى إلكترون خلال عملية تحلل جسيم: وهي عملية انتقال من حالة كتلة أعلى إلى حالة كتلة أدنى، وبالتالي تكون الإلكترونات مستقرة وهي أغلب اللبتونات المشحونة في الفضاء الكوني، في حين يمكن إنتاج الميوون والتاوون فقط عند اصطدام الجسيمات ذات الطاقة العالية (مثل تلك التي تنتج من الأشعة الكونية والاصطدامات التي تُدرس في معجلات الجسيمات).
لدى اللبتونات عدة خصائص جوهرية مثل الشحنة الكهربائية واللف والكتلة. وعلى عكس الكواركات فهي لا تخضع للتفاعل القوي ولكنها تخضع للتفاعلات الأساسية الثلاث الأخرى: الكهرومغناطيسية (ماعدا النيترينوات والتي هي محايدة كهربائيا) والجاذبية والتفاعل الضعيف. لكل نكهة لبتون يقابلها نوع من الجسيمات المضادة تسمى ب نقيض اللبتون وهي تختلف عن اللبتون فقط في أنها مساوية بالحجم ومعاكسة بالشحنة. ومع هذا فإنه وفقا لنظريات معينة قد يكون للنيوترينو جسيم مضاد خاص به، ولكن حاليا لا يزال غير معروف ماإذا كانت تلك الحالة صحيحة أم لا.
ظهر الإلكترون وهو أول اللبتونات المشحونة نظريا في منتصف القرن التاسع عشر عن طريق عدة علماء حتى اكتشفه العالم طومسون سنة 1897. ثم بدأت الملاحظة باللبتون التالي وهو الميوون، ثم اكتشفه العالم كارل أندرسون سنة 1936، ولكن صنف خطأ على أنه ميزون في ذاك الوقت. ولكن بعد التدقيق استدل على أن ليس للميوون أي خصائص متوقعة للميزون، ولكن لها تصرفات شبيهة بالإلكترون ولكن بكتلة أكبر. ولم يظهر اقتراح فكرة اللبتون بأنها عائلة جسيمات إلا سنة 1947. أول نيترينو وهو الكترون نيترينو فقد اقترحه العالم فولفغانغ باولي سنة 1930 لشرح بعض خصائص تحلل البيتا، حيث تمت ملاحظتها أول مرة في تجربة النيوترينو التي أجراها العالمان الفيزيائيان كلايد كوان وفريدريك راينس سنة 1956. واكتشف الميوون نيوترينو سنة 1962 كلا من ليون ليدرمان وملفن شفارتز وجاك شتاينبرجر. أما التاوون فقد اكتشفه مارتن بيرل ومساعدوه من مختبر سلاك ومختبر لورنس بيركلي الوطني ما بين سنة 1974 و1977.
تعتبر اللبتونات جزءا أساسيا في نظرية النموذج العياري. فالإلكترونات هي إحدى مكونات الذرات بجانب البروتونات والنيوترونات. أما الذرات الشاذة فيمكن توليفها مع الميوونات والتاوونات بدلا من الإلكترونات، كما هو الحال في جسيمات اللبتون-ونقيض اللبتون مثل بوزيترونيوم. أو يمكن تكوين ذرات غريبة مكونة من ميزون (موجب الشحنة) وإلكترون، مثل الميزونيوم.ومن خصائص الميزونيوم أن له طيف مشابه تماما لطيف الهيدروجين ويمكن تطبيق «معادلة ريدبرج» للطيف عليه.

## أصل الكلمة
أتى اسم لبتون من الكلمة اليونانية "λεπτόν" (لبتون) وهو فعل لكلمة "λεπτός" (لبتوس) وتعني «صغير-ناعم-رقيق»، واٌقدم مصدر موثق لشكل الكلمة هي«ري-بو-تو» باليونانية الميسينية مكتوبة بالنص الصوتي المسمى خطي باء، وأول من استخدم تلك الكلمة هو الفيزيائي ليون روزنفيلد سنة 1948:
بناء على اقتراح البروفيسور مولر اتبنى اسم «ليبتون» (من λεπτός: صغيرة- رقيقة-حساسة) -وبوصفه رابط ل«نوكليون»- للدلالة على جسيمات ذات كتلة صغيرة.
وأصل الكلمة لا يعني أبدا أن جميع اللبتونات لها كتلة صغيرة. فعندما أطلق روزنفيلد عليها هذا الاسم فإنه لم يكن يعرف عن اللبتونات إلا الإلكترون والميوون وهما كانا صغيري الكتلة — كتلة الإلكترون (0.511 MeV/c2)‏، وكتلة الميوون (تقديري 105.7 MeV/c2)‏ هي كسور صغيرة مقارنة لكتلة البروتون «الثقيلة» (938.3 MeV/c2)‏. ولكن عندما ظهر التاوون في منتصف السبعينات فإن كتلته (1777 MeV/c2)‏ هو يعني ضعف كتلة البروتون وتقريبا 3500 مرة من الإلكترون.

## التاريخ
| اسم الجسيم                               | اسم ضديد الجسيم                                         |
| ---------------------------------------- | ------------------------------------------------------- |
| الكترون                                  | ضديد الإلكترون بوزيترون                                 |
| الكترون نيترينو                          | الكترون ضديد النيترينو                                  |
| ميوون ميو لبتون ميو                      | ضديد الميوون ضديد ميو لبتون ضديد ميو                    |
| ميوون نيترينو ميووني نيترينو ميو نيترينو | ضديد ميوون نيترينو ضديد ميووني نيترينو ضديد ميو نيترينو |
| تاوون تاو لبتون تاو                      | ضديد التاوون ضديد التاوو لبتون ضديد تاو                 |
| تاوون نيترينو تاوني نيترينو تاو نيترينو  | تاو ضديد نيترينو تاوني ضديد نيترينو تاو ضديد نيترينو    |

أول ليبتون تم التعرف عليه كان الإلكترون، والذي اكتشفه طومسون وفريقه من الفيزيائيين البريطانيين سنة 1897. ثم وفي سنة 1930 افترض فولفغانغ باولي الالكترون نيترينو ليحافظ على قوانين بقاء الطاقة وزخم الحركة، والزخم الزاوي في إضمحلال بيتا. وتفرض نظرية باولي بأن الجسيم الذي لم يتم اكتشافه بعد يحمل معه الفرق بين الطاقة والزخم والزخم الزاوي للملاحظات الأولية والنهائية المرصودة للجسيمات. فقد سمي «نيوترينو الإلكترون» فقط «نيوترينو» للتبسيط، كما أنه لم يتم التعرف بأن النيترينوات لها أنواع مختلفة تأني من نكهات مختلفة (أو تفاعلات جسيمات مختلفة).
بعد 40 عاما من اكتشاف الإلكترون اكتشف كارل أندرسون الميوون سنة 1936. نظرا لكتلته فقد صنف في البداية على أنه ميزون بدلا من لبتون. ثم بدا واضحا بعد ذلك أن الميوون كان أكثر شبها للإلكترون من ميزون حيث أن الميونات لا تخضع للتفاعل القوي ومن ثم فقد أعيد تصنيفها: فتم تجميع الإلكترونات والميونات و (الإلكترون) نيترينو في مجموعة جسيمات جديدة وسميت اللبتونات. وفي سنة 1962 م أظهر كلا من ليون ليدرمان وملفن شفارتز وجاك شتاينبرجر أن هناك أكثر من نوع للنيوترينو موجود عن طريق كشف لتفاعل ميوون نيترينو والتي حصلوا بموجبها على جائزة نوبل 1988، فمنذ ذلك الحين ظهرت افتراضات مختلفة لعدة نكهات من النيترينو.
أما التاوون فقد كشف عنه مارتن بيرل ومساعديه في مختبر سلاك ومختبر لورنس بيركلي الوطني بعد سلسلة تجارب امتدت ما بين سنة 1974 و1977. كما هو الحال في الإلكترون والميون فقد كان متوقعا أن يكون معه نيوترينو مرتبطا به. فجاء أول دليل للتاوون نيترينو من مراقبة طاقة وزخم «مفقودين» في اضمحلال تاو، فمطابقة للطاقة والزخم «المفقودين» في إضمحلال بيتا أدى إلى اكتشاف الكترون نيترينو. وفي سنة 2000 أعلن عن أول اكتشاف لتفاعلات تاوون نيترينو بمعمل دونوت في فيرميلاب مما يجعله أحدث جسيم تم رصده مباشرة في النموذج القياسي.
بالرغم من أن جميع البيانات الحالية متناسقة على ثلاثة أجيال للبتونات، إلا أن بعض علماء الجسيمات يبحثون عن جيل رابع. فالحد الأدنى الحالي لكتلة اللبتون الرابع المشحون هو 100.8 GeV/c2‏، بينما كتلة النيترينو المرتبط به لا تقل عن 45.0 GeV/c2‏.

## الخصائص

### اللف واللاتناظرية

حلزونية لليمين وأخرى لليسار.

اللف المغزلي لجسيمات البتونات هو 1⁄2. ومن ثم فنظرية احصاء اللف تعني أنهم فرميونات وبالتالي تخضع لمبدأ استبعاد باولي: لا يمكن للبتونين اثنين من نفس النوع أن يكونا في نفس الحالة تماما وفي نفس الوقت. وعلاوة، فإن هذا يعني أن اللبتون يمكن أن يكون في حالتي لف وهما إلى الأعلى أو الأسفل.
خاصية لاتناظرية هي خاصية وثيقة الصلة هنا، وهي بدورها مرتبطة ارتباطا وثيقا بخاصية بادية للعيان بسهولة وهي الحلزونية. فحلزونية الجسيمات هو اتجاه لفها بالنسبة إلى زخمها: فالجسيمات التي تلف بنفس اتجاه زخمها تسمى اليمنى، والعكس صحيح مع الإتجاه الآخر حيث تسمى اليسرى. وعندما يكون الجسيم عديم الكتلة، فإن اتجاه الزخم المتصل بلفها هو حالة مستقلة، بينما الجسيمات الضخمة يمكنها أن تتجاوز الجسيمات حسب تحويلات لورنتز فتنقلب الحلزونية. فاللاتناظرية هي خاصية تقنية (التي تعرف من خلال سلوك التحول ضمن مجموعة بوانكاريه) تتفق مع الحلزونية (تقريبا) في الجسيمات عديمة الكتلة، ولا تزال واضحة المعالم عند الجزيئات الضخمة.
هناك العديد من نظريات الحقل الكمومي مثل كهروديناميكا كمية وديناميكا لونية كمية تكون فيها الفرميونات اليسرى واليمنى متطابقة. لكن في النموذج القياسي فإن الفرميونات اليمنى واليسرى تعامل على أنها غير متماثلة. فالفرميونات اليسرى تساهم في القوة النووية الضعيفة، في حين لا توجد نيترينوات يمنى. وهذا مثال على انتهاك التكافؤ. كثيرا ما يرمز مجالات اليسرى بالحرف اللاتيني "L" (مثال على ذلك 
e−
 L) بينما يرمز المجال الأيمن بالحرف "R".

### التفاعل الكهرومغناطيسي

تفاعل لبتون-فوتون

أحد أبرز خصائص اللبتونات هي شحنتها الكهربائية، ورمزها Q. وتحدد تلك الشحنة قوة تفاعلاتها الكهرومغناطيسية. وهي تحدد قوة المجال الكهربائي التي يولدها الجسيم (انظر قانون كولوم) وقوة تأثر الجسيمات للحقل مغناطيسي أو الكهربائي الخارجي (انظر قانون لورنتز). ويحتوي كل جيل على لبتون شحنته Q‏ =‏ ‏-1 (يعبر عن شحنة الجسيم بوحدة شحنة أولية) ولبتون شحنته  =‏  صفر. ويشار عموما إلى اللبتون المشحون كهربائيا ب «لبتون موجب الشحنة» بينما يسمى اللبتون المحايد بالنيترينو. فعلى سبيل المثال يتكون الجيل الأول من الكترون 
e−
 سالب الشحنة والكترون نيترينو 
ν
e محايد كهربائيا.
يعبر عن التفاعل الكهرومغناطيسي لللبتونات المشحونة في لغة نظرية المجال الكمي بحقيقة أن الجسيمات تتفاعل مع كم المجال الكهرومغناطيسي وهو الفوتون. ويظهر مخطط فاينمان للتفاعل إلكترون-فوتون على اليسار.
بما أن اللبتونات لها دوران فعلي تتشكل حسب اللف، فإن اللبتونات المشحونة تولد حقلا مغناطيسيا. وتحدد قيمة حجم عزمها المغناطيسي ثنائي القطب μ بالتالي:
{\displaystyle \mu =g{\frac {Qe\hbar }{4m}}}
حيث m هي كتلة اللبتون و g هو مايسمى ب معامل جي للبتون. تنبأ أول تقريب لميكانيكا الكم أن عامل جي هو 2 لكل اللبتونات. لكن في المستويات الأعلى يكون تأثير الكم ناتجا من حلقات موجودة في مخطط فايمان تدخل التصحيحات على تلك القيمة. وتلك التصحيحات التي تعرف بالعزم المغناطيسي ثنائي القطب الشاذ هي حساسة للغاية لتفاصيل نموذج نظرية الحقل الكمي وبالتالي تعطي الفرصة في إجراء فحوص دقيقة للنموذج القياسي. تتفق القيم النظرية والمحسوبة للعزم المغناطيسي ثنائي القطب الشاذ للإلكترون مع ما يصل إلى ثمانية ارقام كبيرة.

### قوة نووية ضعيفة
|                                          |
|                                          |
|                                          |
| التآثرات الضعيفة في لبتونات الجيل الأول. |

تنتظم اللبتونات اليسرى المشحونة وكذلك النيترونات اليسرى في النموذج القياسي في خط ثنائي (
ν
eL, 
e−
L) بحيث تتحول إلى سبينور متمثلة في (T‏ = ‏1⁄2) مقياس التماثل (2)SU للف النظائري الضعيف. وهذا يعني ان الجسيمات هي في الحالة الذاتية لإسقاط اللف النظائري T3 بقيمة ذاتية 1⁄2 و−1⁄2 بالتسلسل. وخلال ذلك فإن اللبتونات اليمني المشحونة تتحول إلى عدد نظائري ضعيف (T‏ = ‏0) لذا فإنها لا تشارك في التفاعل الضعيف في حين أنه لا يوجد نيترينو يمين على الإطلاق.
تعيد آلية هيغز تجميع الحقول القياسية لتماثلات كلا من اللف النظائري (2)SU وفرط الشحنة الضعيفين (2)U إلى ثلاثة بوزونات ناقلة ضخمة (
W+
، 
W−
، 
Z0
) متوسطة بين التفاعل الضعيف وبوزون ناقل عديمة الكتلة (الفوتون) المسؤول عن التفاعل الكهرومغناطيسي. ويمكن حساب الشحنة الكهربائية Q من إسقاط اللف النظائري T3 وفرط الشحنة الضعيف YW خلال صيغة جيل مان-نشيجيما،:Q = T3 + YW/2
لاستعادة الشحنة الكهربائية المرصودة لجميع الجسيمات يجب أن يكون الخط الثنائي للف النظائري الضعيف الأيسر (
ν
eL، 
e−
L) لديه YW = −1، في حين أن اللف النظائري الأيمن العددي −
Re يجب أن يكون YW = −2. ويظهر تفاعل اللبتونات مع بوزونات ناقلة ذات تفاعل ضعيف جدا في الصورة على اليمين.

### الكتلة
يبدأ كل لبتون في النموذج القياسي بلا كتلة صحيحة. أما اللبتونات المشحونة (مثل الإلكترون والميون وتاو) فإنها تنال كتلتها خلال التفاعل مع مجال هيغز، ولكن تبقى النيوترينوات عديمة الكتلة. لأسباب فنية فإن انعدام كتلة النيوترينوات يعني أنه لا يوجد خلط بين مختلف أجيال اللبتونات المشحونة كما هو في الكواركات. ويتفق ذلك كثيرا مع الملاحظات التجريبية الحالية.
ومن المعروف أنه من التجارب - وأبرزها تذبذب النيوترينوات المرصودة - أن النيوترينوات في الواقع لها كتلة صغيرة جدا أي أقل من 2 eV/c2‏. وهذا يعني أن هناك فيزياء فيزياء ما وراء النموذج العياري. وحاليا الامتداد الأكثر تفضيلا هو ما يسمى آلية التأرجح التي من شأنها أن تفسر لماذا النيوترينوات اليسرى خفيفة جدا مقارنة مع مطابقتها من اللبتونات المشحونة، ولماذا لم نر حتى الآن نيوترينوات يمنى؟

### أرقام لبتونية
يحدد لكل أعضاء الخط الثنائي من اللف النظائري الضعيف للجيل رقم لبتوني والذي يحفظه النموذج العياري. فالإلكترونات والإلكترون نيترينوات يكون لها رقم إلكتروني Le = 1، في حين لدى الميوون وميوون نيترينو رقم ميوني Lμ = 1، وجسيمات تاوون وتاوون نيترينو لديها رقم تاووني Lτ = 1. ولأضداد اللبتونات رقم لبتوني مختص هو -1.
حفظ الأرقام اللبتونية يعني أن عدد اللبتونات من ذات النوع لا يتغير عند تفاعل الجسيمات. مما يعني أن نشأة اللبتونات وأضدادها يجب أن يكون في أزواج في الجيل الواحد. على سبيل المثال، تحدث العمليات التالية في إطار المحافظة على الأرقام اللبتونية:

e−
 + 
e+
 → 
γ
 + 
γ
,

τ−
 + 
τ+
 → 
Z0
 + 
Z0
,
ولكن ليست تلك:

μ+
 + ‏
e−
‏ →‏ 
γ

W−
 → 
e−
 + 
ν
τ,

τ+
‏ + 
μ−
‏ → ‏
Z0
.

## جدول اللبتونات
| اسم الجسيم/ضديد الجسيم                   | الرمز    | Q - e | S   | Le    | Lμ    | Lτ    | كتلة (MeV/c2)   | العمر (ث)         | التحلل العام       |
| ---------------------------------------- | -------- | ----- | --- | ----- | ----- | ----- | --------------- | ----------------- | ------------------ |
| الكترون / ضديد الإلكترون                 | e− / e+  | −1/+1 | 1⁄2 | +1/−1 | 0     | 0     | 0.510998910(13) | مستقر             | مستقر              |
| ميوون / ضديد الميوون                     | μ− / μ+  | −1/+1 | 1⁄2 | 0     | +1/−1 | 0     | 105.6583668(38) | 2.197019(21)×10−6 | e− + ν e + ν μ     |
| تاوون / ضديد التاوون                     | τ− / τ+  | −1/+1 | 1⁄2 | 0     | 0     | +1/−1 | 1776.84(17)     | 2.906(10)×10−13   | See τ− decay modes |
| الكترون نيترينو / ضديد الكترون النيترينو | ν e/ ν e | 0     | 1⁄2 | +1/−1 | 0     | 0     | <0.0000022      | غير معروف         |                    |
| ميوون نيترينو / ضديد ميوون نيترينو       | ν μ/ ν μ | 0     | 1⁄2 | 0     | +1/−1 | 0     | <0.17           | غير معروف         |                    |
| تاوون نيترينو / ضديد تاوون نيترينو       | ν τ/ ν τ | 0     | 1⁄2 | 0     | 0     | +1/−1 | <15.5           | غير معروف         |                    |